# Djupdöveln
Djupdöveln är en sjö i Kramfors kommun i Ångermanland och ingår i Ångermanälvens huvudavrinningsområde.